# اولیویه وبر
اولیویه وبر (فرانسوی: Olivier Weber‎؛ زادهٔ ۱۲ ژوئن ۱۹۵۸) یک نویسنده، خبرنگار جنگ، روزنامه‌نگار و مستندساز فرانسوی است. در ۱۹۵۸ میلادی در مونلوسون به دنیا آمد. در زمینهٔ انسان‌شناسی در دانشگاه سان فرانسیسکو، دانشگاه سوربن پاریس، دانشگاه نیس سوفیا آنتیپولیس و مؤسسه ملی زبان‌ها و تمدن‌های شرقی تا درجه پی‌اچ‌دی به تحصیل پرداخت.
وبر پیش‌از همه برای گزارش‌هایی که از رخدادهای جنگی در عراق و افغانستان تهیه کرده‌است، شهرت دارد. او جایزهٔ ژوزف کسل را برای گزارش‌های جنگی و کتاب‌هایی که نوشته‌است، دریافت کرد.